# 道の駅めじかの里土佐清水

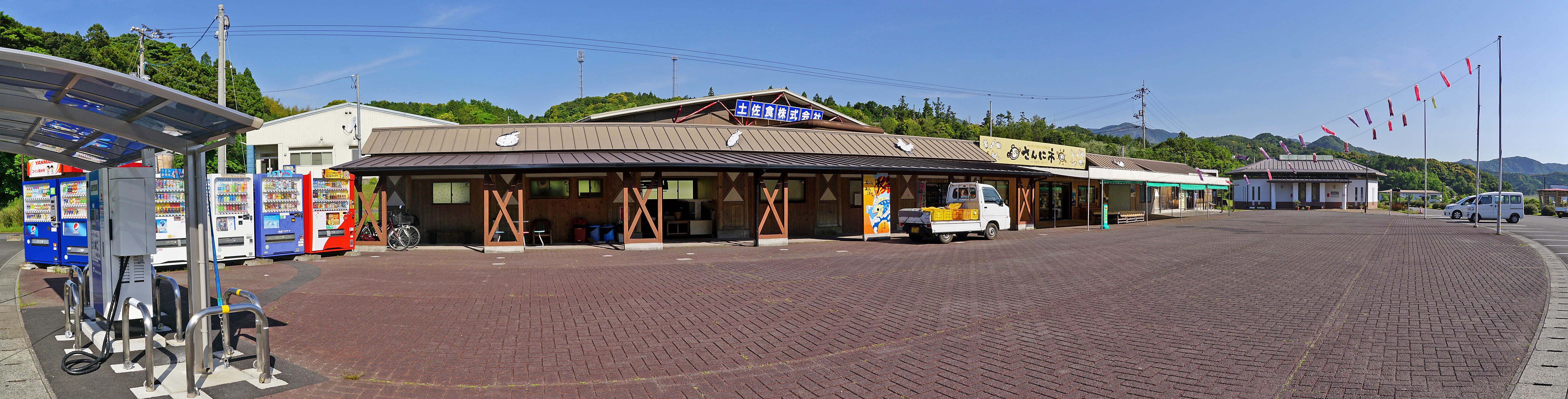
旧施設

道の駅めじかの里土佐清水（みちのえき めじかのさととさしみず）は、高知県土佐清水市にある国道321号の道の駅である。
正式名称は土佐清水市地場産品販売施設。新店舗建設のため2022年（令和4年）5月から2023年（令和5年）3月15日まで仮設店舗で営業。営業休止後、2023年4月29日からは新たにサクセスが指定管理者となり新店舗で再オープンした。

## 主な施設
- 駐車場
  - 普通車：32台
  - 大型車：4台
  - 身障者用：2台
- トイレ（いずれも24時間利用可能）
  - 男：大 2器、小 5器
  - 女：8器
  - 身障者用：3器
- 公衆電話
- 農水産物直販所シーマート土佐清水（店舗・売店）[4]
- レストランみさきキッチン[4]
- SOUDABUSHI Café（喫茶・軽食）[4]

## 休館日
- 1月1日

## 周辺
- 足摺岬